# 6月19日
6月19日是公历一年中的第170天（闰年第171天），离全年结束还有195天。

## 大事记

### 19世紀以前
- 1285年 ：元朝中書省宣布，分汉地及江南所拘弓箭兵器为三等。下等毁之，中等赐近居蒙古人，上等贮至府。
- 1622年：徐鴻儒在郓城举旗反明，是为明末民变的先声。
- 1644年：朱由崧即皇帝位，是为南明第一个皇帝弘光帝。
- 1718年：俄国沙皇彼得一世之子阿列克塞被判处死刑。阿列克塞是因反对其父的政治改革潜逃奥地利被引渡回国后处决的。
- 1718年：中国甘肃省通渭县发生7.5级地震，地震死亡40,000余人，伤30,000余人。

### 19世紀
- 1846年：美国新泽西州霍博肯举行第一场依照亚历山大·卡特来特制定之规则进行的棒球比赛。
- 1865年：美国总统林肯签署解放奴隸宣言超過兩年半，德州加爾維斯敦市的奴隸本日才得知解放消息。本為，很快便被縮寫為Juneteenth。
- 1867年：墨西哥皇帝马西米连诺一世遭到总统贝尼托·胡亚雷斯的行刑队枪决，墨西哥第二帝国灭亡。
- 1884年：柬埔寨被法国兼并为殖民地。
- 1885年：从法国运抵纽约：法国为庆贺美国独立一百周年送给美国人民的礼物。

### 20世紀
- 1925年：为抗议英军于上海强力镇压劳工运动造成多人死伤，香港工人发起大规模罢工。
- 1927年：冯玉祥与蒋介石举行“徐州会义”，决定“清党反共，宁汉合作”。
- 1931年：赛珍珠（原名：珀尔·赛登斯特里克·布克）作品《大地》出版。
- 1934年：美國總統羅斯福簽署國會通過的購銀法案，規定美國財政部必須在國內外收購白銀，購價為每盎司一．二九美元，使國庫擁有的白銀價值達所藏黃金價值的三分之一。這項法定權力一直到一九六三年才終止。
- 1936年：建成不到2年的紫金山天文台組織2支觀測隊分別在蘇聯伯力和日本北海道枝幸村觀測日全食，完成了中國科學觀測隊在國外的首次觀測。
- 1939年：美國棒球運動員盧·蓋瑞格被診斷出患有肌萎縮性脊髓側索硬化症，現在在美國通常被稱為「盧·蓋瑞格症」。
- 1944年：美國海軍和大日本帝國海軍在菲律賓海馬里亞納群島附近爆發菲律賓海海戰。
- 1949年：中国人民革命军事委员会公布人民解放军军旗及军徽样式。
- 1953年：在東德六一七事件中被绑架的民主德国副总理奥托·努舍克回到苏占区。
- 1953年：美国共产主义者罗森堡夫妇因为涉嫌替苏联从事间谍活动，在纽约新新惩教所遭到处死。
- 1954年：中国人民解放军组建潜艇部队。
- 1960年：日本内阁总理大臣岸信介宣布美日安保条约自动生效，随后宣布辞职下台。
- 1961年：在英国承诺基于友好条约提供保护的情况下，科威特宣布脱离英国而独立。
- 1967年：中東六日戰爭結束後七天，約14萬阿拉伯人湧入約旦河西岸。
- 1970年：苏联宇宙飞船“联盟—9号（英语：Soyuz 9）”在飞行十七天十六小时五十九分后降落在哈萨克斯坦，创载人宇宙飞行新纪录。
- 1974年：阿拉伯议会联盟在大马士革成立。
- 1978年：美国漫画家吉姆·戴维斯创作的漫畫《加菲猫》首次在报纸连载。
- 1979年：意大利全国约1400万工人举行总罢工，要求重新签定劳工合同，解决失业问题。
- 1980年：中共中央发出《关于处理文化大革命中一些干部在报刊和文件上被点名批判问题的通知》：宣布一律平反。
- 1992年：香港政府首次將長期滯留香港的越南船民遣返越南。

### 21世紀
- 2002年：香港立法會通過有關三司十一局主要官員問責制的決議案。
- 2003年：马来西亚首相马哈迪·莫哈末最后一次以巫统党主席身份出席巫统代表大会。
- 2007年：日本、西班牙、巴西、法國、愛爾蘭、義大利、荷蘭、波蘭、英國的youtube上線。[1]
- 2009年：中国湖北省石首市群众不满当地1名厨师死亡案件的处理方式，爆发涉及超过10,000名群众及10,000名警察的大规模骚乱。
- 2009年：阿富汗战争期间，英国军队针对阿富汗南部可疑地区展开豹爪行动，以空中打击的方式击杀约350名塔利班成员。
- 2012年：國際貨幣基金（IMF），總裁拉加德表示，會員國承諾貢獻IMF共4560億美元（3610億歐元），作為新的危機基金；大陸維權律師陳光誠與家人抵達紐約，他呼籲大陸政府遵守承諾。6月19日：歷史上的今天 - 中央社
- 2014年：費利佩六世正式登基成為西班牙國王。
- 2016年：香港受到副熱帶高壓脊影響，陽光普照，天晴酷熱，天文台於下午約3時錄得34.2°C高溫，為自1947年天文台有紀錄以來最熱的父親節，打破1961年創下的33.6°C高溫紀錄，當中石崗更錄得34.9°C。今次亦是有紀錄以來，11個同是6月19日的父親節，最熱的日子。[2][3][4]
- 2021年：美国众议院表决通过法案，将黑奴解放日定为联邦公共假日。[5]

## 出生
- 1301年：守邦親王，日本鎌倉幕府第9代征夷大將軍（1333年逝世）
- 1566年：詹姆士一世，英格蘭和愛爾蘭國王，蘇格蘭國王（1625年逝世）
- 1623年：布萊茲·帕斯卡，法國數學家、物理學家、宗教哲學家（1662年逝世）
- 1764年：何塞·赫瓦西奧·阿蒂加斯，烏拉圭民族英雄（1850年逝世）
- 1783年：弗里德里希·瑟圖納，德國藥劑師、化學家，嗎啡的發明者（1841年逝世）
- 1812年：孝靜成皇后，咸豐帝的養母。（1855年逝世）
- 1861年：黎刹，菲律宾民族英雄（1896年逝世）
- 1881年：鐸爾孟，法國漢學家，《紅樓夢》法文全譯本審校者（1965年逝世）
- 1893年：瑪德琳·阿斯特，美國社交名媛，鐵達尼號生還者（1940年逝世）
- 1896年：華麗絲·辛普森，英國國王愛德華八世女友，溫莎公爵夫人（1986年逝世）
- 1897年：西里爾·欣謝爾伍德，英國化學家，1956年諾貝爾化學獎得主（1967年逝世）
- 1898年：蘇基曼·維爾約桑佐約，印尼政治人物，第6任印尼總理（1974年逝世）
- 1903年：漢斯·里頓，德國法学家（1938年逝世）
- 1903年：盧·賈里格，美國職業棒球運動員（1941年逝世）
- 1906年：恩斯特·伯利斯·柴恩，英國生物化學家，1945年諾貝爾生理學或醫學獎得主（1979年逝世）
- 1909年：太宰治，日本作家（1948年逝世）
- 1910年：保羅·弗洛里，美國化學家，1974年諾貝爾化學獎得主（1985年逝世）
- 1922年：雷·福斯特，紐西蘭動物學家（2000年逝世）
- 1922年：奥格·玻尔，丹麥物理學家，1975年諾貝爾物理學獎得主（2009年逝世）
- 1923年：葉宏甲，臺灣漫畫家，代表作《諸葛四郎》（1990年逝世）
- 1923年：安德烈斯·羅德里格斯，巴拉圭政治人物，曾任巴拉圭總統（1997年逝世）
- 1924年：尤德，英國外交人物（1986年逝世）
- 1925年：陳之藩，臺灣電機工程學者、作家（2012年逝世）
- 1925年：劉鳳學，臺灣舞蹈學者（2023年逝世）
- 1936年：青野武，日本男性聲優、舞台劇演員（2012年逝世）
- 1937年：李魁賢，臺灣詩人、文化評論人、翻譯家、發明家（2025年逝世）
- 1939年：安東尼·瑞德，澳大利亞歷史學家（2025年逝世）
- 1939年：吳伯雄，臺灣政治人物
- 1941年：丸山正雄，日本動畫企劃、執行製作人，動畫製作公司MAPPA創辦人
- 1941年：瓦茨拉夫·克勞斯，捷克政治人物，前任捷克共和國總統
- 1945年：，緬甸政治家，1991年諾貝爾和平獎得主
- 1945年：拉多万·卡拉季奇，波斯尼亚和黑塞哥维那政治家、诗人、精神病学家，曾任塞族共和国第一任总统
- 1947年：薩爾曼·魯西迪，印度裔英國文學家、作家
- 1948年：尼克·德雷克，英國創作歌手（1974年逝世）
- 1951年：艾曼·查瓦希里，埃及外科醫生，第2任蓋達組織首領（2022年逝世）
- 1952年：劉謙益，新加坡男演員
- 1954年：吉姆·庫珀，美國律師、商人、政治人物，現任美國眾議員
- 1959年：林丹鳳，香港女性配音員
- 1961年：碧雅·戴維·班達里，尼泊爾政治人物，現任尼泊爾總統
- 1962年：寶拉·阿巴杜，美國歌手、編舞指導、演員
- 1964年：鮑里斯·強森，英國政治人物，前任英國首相
- 1964年：安德魯·尼可，紐西蘭電影導演、編劇、製片人
- 1966年：伊藤穰一，日本企业家
- 1967年：比約恩·戴利，挪威男子越野滑雪運動員
- 1969年：胡東，中國男演員
- 1969年：木多康昭，日本漫畫家
- 1970年：拉胡爾·甘地，印度政治人物
- 1972年：孫悅，中國女歌手
- 1973年：中澤裕子，日本演員
- 1973年：樊少皇，香港男演員
- 1973年：艾略特·奎塔爾，美國天體物理學家
- 1975年：休·丹西，英國演員
- 1978年：德克·諾威斯基，德國職業籃球運動員
- 1978年：，美國女演員
- 1978年：瑪麗娜·奧夫相尼科娃，俄羅斯電視製片人，知名俄羅斯反戰者之一
- 1979年：徐子珊，香港演員
- 1979年：若泽·克莱伯森，巴西足球運動員
- 1979年：斯韋特蘭娜·扎哈諾娃，烏克蘭芭蕾舞者
- 1981年：朱安禹，台灣主持人
- 1982年：鄭元暢，台灣模特兒、演員
- 1983年：马克·塞尔比，英國職業司諾克選手
- 1984年: 沈佩儀，台湾艺人、节目主持人
- 1985年：宮里藍，日本職業高爾夫球運動員
- 1985年：荷西·蘇沙，阿根廷職業足球運動員
- 1985年：李美玲，馬來西亞籍新加坡女演員
- 1987年：叶子淇，中國女藝人
- 1987年：黃薇渟，台灣女演員
- 1987年：田村睦心，日本女性聲優
- 1988年：陳文輝，香港足球運動員
- 1988年：夏和熙，台灣藝人
- 1989年：廖浩賓（爺），著名美籍華裔黑人
- 1990年：松原夏海，日本女子偶像團體AKB48成員
- 1990年：艾許利·柏區，美國女演員、配音員、歌手、作家
- 1991年：黃遠，台灣演員
- 1992年：羅港威，香港足球運動員
- 1992年：谷嘉誠，中國男子偶像團體X玖少年團成員
- 1993年：KSI，奈及利亞裔英國YouTuber、饒舌歌手、演員、拳擊手、作家
- 1994年：徐夢潔，中國女子偶像團體火箭少女101成員
- 1994年：壞特，台灣女歌手
- 1996年：拉里莎·约尔达凯，罗马尼亞女子體操運動員
- 1996年：金澯美，韓國女子偶像團體AOA成員
- 1998年：廣瀨鈴，日本女演員、模特兒
- 1999年：喬丹·普爾，美國職業籃球運動員
- 1999年：潔西卡·亞歷山大，英國女演員、模特兒
- 2000年：卡納克·賈哈，美國男子乒乓球運動員
- 2002年 :   班尼迪克特·馬圖林，加拿大男子篮球运动员
- 2003年：吳伊琳，香港YouTube 頻道試當真成員
- 生年不詳：Revo，日本音樂家

## 逝世
- 626年：蘇我馬子，日本飛鳥時代政治人物（551年出生）
- 1052年：范仲淹，北宋名士（989年出生）
- 1606年：榊原康政，日本大名（1548年出生）
- 1716年：德川家繼，日本江戶幕府第7代征夷大將軍（1709年出生）
- 1844年：艾蒂安·若弗魯瓦·聖伊萊爾，法國博物學家（1772年出生）
- 1856年：愛德華·西蒙，德國藥劑師（1789年出生）
- 1867年：馬西米連諾一世，奧地利哈布斯堡王朝成員，末代墨西哥皇帝（1832年出生）
- 1902年：約翰·達爾伯格-阿克頓，英國歷史學家、自由主義者（1834年出生）
- 1902年：阿爾貝特，萨克森国王（1828年出生）
- 1921年：鍋島直大，日本政治人物、外交家，佐賀藩藩主（1846年出生）
- 1922年：常陸山谷右衛門，日本相撲力士，第19代橫綱（1874年出生）
- 1937年：J·M·巴里，蘇格蘭小說家及剧作家，世界著名兒童文學《彼得潘》的作者（1860年出生）
- 1946年：新井耕吉郎，日本農學家，因在台灣成功種出錫蘭紅茶，被譽為「台灣紅茶之父」（1904年出生）
- 1953年：，美國共產主義者，因遭指控為蘇聯從事間諜活動被執行電椅死刑（1915年出生）
- 1953年：朱利葉斯·羅森堡，美國共產主義者，因遭指控為蘇聯從事間諜活動被執行電椅死刑（1918年出生）
- 1956年：托馬斯·J·沃森，IBM創始人，第1任行政總裁（1874年出生）
- 1966年：馬有岳，台灣企業家、政治人物（1903年出生）
- 1968年：容國團，中國男子乒乓球運動員（1937年出生）
- 1986年：鄧肇堅，香港企業家、慈善家（1901年出生）
- 1993年：威廉·戈尔丁，英国作家，1983年诺贝尔文学奖得主（1911年出生）
- 2000年：竹下登，日本政治人物，第74任內閣總理大臣（1924年出生）
- 2010年：馬努特·波爾，南蘇丹裔美國職業籃球運動員（1962年出生）
- 2012年：哈羅德·H·西華德，美國計算機科學家（1930年出生）
- 2016年：安東·葉爾欽，美國男演員（1989年出生）
- 2018年：可可，雌性西部低地大猩猩，以掌握大量修改版美國手語手勢而聞名（1971年出生）
- 2019年：Etika，美國遊戲直播主、YouTuber（1990年出生）
- 2021年：佛蒙特·伯根，德國天文學家（1930年出生）
- 2022年：喬羽，中國詞作家（1927年出生）
- 2022年：根納季·愛德華多維奇·布爾布利斯，俄羅斯政治人物（1945年出生）
- 2023年：黛安娜·羅，英國女子乒乓球運動員（1933年出生）
- 2024年：三輪勝惠，日本女性聲優（1943年出生）

## 节假日和习俗
- 世界鐮刀型紅血球疾病日
- 美国六月节（2022年起成為美國聯邦假日（英语：Federal holidays in the United States））[6]
- 英国教師節